# Étrepy
Étrepy é uma comuna francesa na região administrativa do Grande Leste, no departamento de Marne. Estende-se por uma área de 7.63 km², e possui 133 habitantes, segundo o censo de 2018, com uma densidade de 17 hab/km².